# Латышев, Василий Алексеевич
Василий Алексеевич Латышев (1850—1912) — русский педагог-методист.

## Биография
Родился в Томске 11 (23) июля 1850 года, в семье будущего помощника попечителя Санкт-Петербургского учебного округа Алексея Васильевича Латышева (1819—1868).
В 1867 году с золотой медалью окончил Ларинскую гимназию. В 1872 году окончил физико-математический факультет Санкт-Петербургского университета и был назначен в Гатчинскую учительскую семинарию. В том же году он был переведён учителем математики в Санкт-Петербургский учительский институт. С 1881 года он преподавал ещё и в 3-й Санкт-Петербургской гимназии.
В 1892 году был назначен директором народных училищ Санкт-Петербургской губернии; 24 апреля 1902 года он стал помощником попечителя Санкт-Петербургского учебного округа, в 1909 году — членом Совета министра народного просвещения (1909—1912). В 1905 году им была создана мужская Окружная гимназия (Малая Московская улица, д. 10/1), позже преобразованная в 13-ю Петроградскую гимназию, которой он безвозмездно руководил до своей смерти.
С 1 января 1898 года состоял в чине действительного статского советника; был награждён орденами Св. Станислава 1-й (1901) и 2-й ст. (1884), Св. Анны 2-й ст. (1888) и Св. Владимира 3-й ст. (1896).
В 1878 году опубликовал сборник статей «Исторический очерк русских учебных руководств по математике» и продолжил публиковать работы области методики преподавания математики; его статьи печатались в «Журнале Министерства народного просвещения» и «Педагогическом сборнике». С 1880 года был издателем-редактором журнала «Русский народный учитель». 
В своих педагогических взглядах В. А. Латышев был принципиальным сторонником метода изучения не чисел, а действий, то есть приёмов выполнения действий на основе счёта и десятичной системы счисления, поднимающей роль теории в начальном обучении математике. Он разработал методику обучения решению задач. Уделяя особое внимание теории, утверждал, что теория должна постепенно вырабатываться учениками как ряд выводов из практических упражнений в вычислениях и в решении задач; для развития самостоятельности учащихся необходимо требовать от них труда, усилий. Настаивал выбирать методы обучения так, чтобы у детей были не многочисленные, а основательные знания. Рассматривая вопрос о применении наглядных пособий, он пришел к выводу, что применив их для ознакомления с новым материалом, нужно переходить к сознательным вычислениям без пособий. Были изданы его учебные пособия: «Учебник арифметики в объеме младших классов гимназии» (1877), «Объяснительный курс арифметики» (1877), а также «Руководство к преподаванию арифметики» (1880—1882).
Умер 13 (26) января 1912 года.